# Писандр (политик)
Писандр, или Пизандр (греч. Πεισανδρος, V век до н. э.), — афинский государственный деятель, участник переворота Четырёхсот (411 год до н. э.).
Впервые его имя как члена следственной комиссии упоминается в процессе против Алкивиада. Когда после взятия спартанцами Декелеи, сицилийского поражения и отпадения от афинян Хиоса, Эрифр и Милета олигархическая партия составила заговор для ниспровержения демократического правления, Писандр вместе с 10 другими афинянами был отправлен к Алкивиаду, который в это время порвал сношения с лакедемонянами и находился в сатрапии Тиссаферна. Алкивиад, перед тем безуспешно убеждавший Тиссаферна отказаться от союза со спартанцами в пользу афинян, предъявил послам от имени Тиссаферна такие требования, что они отказались от переговоров и вернулись в Афины.
Писандр решил произвести революцию без помощи Алкивиада и персов. Он послал своих единомышленников по разным городам для уничтожения демократического строя и повсеместного водворения олигархии. В то же время заговорщики тайно убили в Афинах Андрокла и других ревностных представителей демократической партии, а Пифодор предложил присоединить к коллегии 10 пробулов ещё 20 человек для составления проекта нового государственного устройства. В назначенный день народное собрание было созвано в Колоне и по предложению Писандра отменило все законы, прямо или косвенно ограничивавшие право требовать нововведений.
Затем Писандр предложил отменить жалованье должностным лицам, кроме архонтов и пританов, и предоставить все дела управления собранию из состоятельных 5000 граждан, которых должна была избирать особая комиссия из 100 человек. Эти сто, избрав каждый по три товарища, составили совет четырёхсот, которому до образования народного собрания были поручены все дела государства, включая право избрания должностных лиц. Совет четырёхсот тотчас же вступил в переговоры со спартанцами и отправил посольство на остров Самос, где афинское войско принимало участие в борьбе с тамошними олигархами. Вожди афинских демократов на Самосе, Фрасибул и Фрасилл, отказались вступить в соглашение с посланными 400-ми и решились пойти на Афины, чтобы свергнуть олигархов. Узнав об этом, Писандр и другие олигархи стали укрепляться в северо-западной части Пирея, на мысе Этионее. Вскоре, однако, один из олигархов, Фриних, был убит. Народ прекратил работы в Пирее и срыл возведенные укрепления. В это же время показался в виду Пирея спартанский флот.
Последовавшее морское сражение при Эретрии кончилось поражением афинян, которые тотчас же упразднили совет четырёхсот и вверили управление государственными делами 5000, в состав которых вошли все носящие оружие. Писандр с товарищами бежал к спартанцам в Декелею, а его имущество было конфисковано.
О его смерти ничего не известно.